# Prunella koslowi
El acentor mongol (Prunella koslowi) es una especie de ave paseriforme de la familia Prunellidae. Es propio de Asia, encontrándose en las montañas de Mongolia y zonas adyacentes del norte de China. No se reconocen subespecies.